# Der Kotzbrocken
Der Kotzbrocken ist ein deutscher Fernsehfilm von Tomy Wigand aus dem Jahr 2015. Die Tragikomödie hatte ihre Premiere am 20. Februar 2015 auf dem Sender Das Erste.

## Handlung
Sophie Brand, nach dem Unfalltod ihres Mannes überforderte alleinerziehende Mutter, hält sich mit zwei Jobs knapp über Wasser. Tagsüber arbeitet sie im Supermarkt, abends serviert sie in einem hochklassigen Restaurant. Dabei fühlt sich ihr 7-jähriger Sohn Linus vernachlässigt, während die jugendliche Tochter Laura als Kindermädchen für Linus überbeansprucht wird und rebelliert. Da Sophie niemals ihre Post öffnet, muss sie sich für zahlreiche offene Bußgeldforderungen vor Gericht verantworten und wird zu 300 Stunden Sozialarbeit verurteilt. Zuvor hatte sie dem gehbehinderten Richter unberechtigt dessen Behindertenparkplatz weggenommen. Nach der Verhandlung gibt der Richter ihr die Adresse einer Einrichtung, in der eine energische Frau wie sie benötigt wird – mehr erfährt sie zunächst nicht.
In der Einrichtung wird sie von Frau Marold beauftragt, Kontakt zu dem nach selbstverschuldetem Autounfall querschnittsgelähmten Georg aufzunehmen, dessen aggressiv-abstoßendes Wesen sie aber nach wenigen Minuten das Zimmer verlassen lässt. Frau Marold teilt ihr mit, dass es noch keiner länger darin ausgehalten habe. Georg ist der Bruder des Richters. Er war vor seinem Unfall Triathlet, hat nun aber allen Lebensmut verloren und lässt niemanden an sich heran, auch nicht seine Freundin Barbara, die sich für mitschuldig an dem Unfall hält. Der Richter hofft offenbar, dass es Sophie mit ihrer energischen und direkten Art gelingt, Georg wieder „zurück ins Leben“ zu holen. Doch auch Sophie gegenüber zeigt sich Georg zunächst ausschließlich als der namensgebende Kotzbrocken. Mehrmals kündigt sie an, nie wiederzukommen, doch Martin, ein anderer Bewohner der Einrichtung, der Georg mag und den Sophie sofort liebgewinnt, redet ihr gut zu.
Privat hat Jacques, ihr Chef im Restaurant, ein Auge auf sie geworfen, langsam bahnt sich eine Beziehung an. Als Georg Sophie aus reiner Bosheit unterstellt, ihm Geld gestohlen zu haben, brüllt sie ihm ihre Wut und seine Unmöglichkeiten ins Gesicht und verlässt das Zimmer. Erstaunlicherweise hat sie genau damit Georg tief beeindruckt, da sie ihn als Menschen ernst nimmt, statt ihm nur mit Mitleid zu begegnen wie die meisten. Als Georg ausdrücklich wünscht, dass sie wiederkommt, stellt sie die Bedingung, dass er sich persönlich bei ihr entschuldigt. Zu ihrer Überraschung tut er das, wobei er seit Jahren erstmals sein Zimmer verlässt, und lernt dabei auch Linus kennen, der Georg sofort mag und ihn zum Wettrennen Roller gegen Rollstuhl auffordert. Am nächsten Tag führen sie das Rennen durch, das Georg gewinnt, obwohl er dabei in den See fällt. Die anderen springen hinterher und haben Spaß, das Eis scheint gebrochen.
Ein Rückschlag tritt ein, als der schwerkranke Martin ins Hospiz überführt wird und kurz darauf verstirbt. Um den trauernden Georg nicht allein zu lassen, nimmt ihn Sophie spontan mit zu einem Wochenendausflug mit Jacques, das sich abenteuerlich entwickelt. Dabei freundet sich Georg mit den beiden Kindern an, auch mit Jacques versteht er sich gut.
Sophie spornt Georg an, am Hamburg-Marathon teilzunehmen, und unterstützt ihn beim Trainieren. Schließlich öffnet sich Georg ganz und gesteht Barbara, dass er den folgenschweren Unfall selbst verschuldet hat, weil er im Vorfeld zu einem Wettkampf Steroide eingenommen hatte, die seine Wahrnehmung beeinträchtigt haben. Er bittet sie um Verzeihung, sie trennen sich in Frieden. Nun ist Georg vollkommen in Sophie verliebt, die beiden verbringen die Nacht zusammen. Als Jacques davon erfährt, stellt er Sophie vor die Wahl; sie entscheidet sich für Jacques, so dass der davon gekränkte Georg sich allein weiter auf den Marathon vorbereitet.
Als Sophie und die Kinder zu Jacques umziehen und wegen des zeitgleichen Marathons große Umwege fahren müssen, kommt es zum Streit, als Sophie die Reportage im Radio verfolgen möchte, worauf Jacques ihr vorwirft, sie könne Georg nicht loslassen. Sie lässt ihn sitzen und wartet am Ziel auf Georg, der kurz davor aufgeben musste. Sophie umarmt ihn und teilt ihm mit, dass er dafür sie gewonnen habe.

## Rezeption
Heike Hupertz besprach den Film für die Frankfurter Allgemeine und kritisierte zunächst die vorhersehbare Handlung. Sie konstatierte danach jedoch das gute Spiel der beiden Hauptdarsteller und kommt zu einem positiven Fazit:

„Das Eigentliche hier ist anders. Der Kotzbrocken, zum dialoggetriebenen Beginn eine fast klassische Screwball-Comedy, die derbe Sprache nicht scheut, entwickelt sich zu einer wahrhaften Liebesgeschichte. Der erste Kuss zwischen Szyszkowitz und Wiesnekker wirkt zart und erotisch zugleich, die physische Anziehung zwischen beiden ist besonders gegen Ende des Films mit Händen zu greifen. Sinnliche Andeutungen, Blicke, Gesten, Bewegungen – das Zusammenspiel der beiden Hauptdarsteller ist herausragend. Durch die Nähe der Kamera (Egon Werdin) und die Unmittelbarkeit der Regie (Tomy Wigand) wird es wirkungsvoll unterstützt. Eine Liebe zwischen einem Mann im Rollstuhl und einer Überlebenskünstlerin. Kummer kann da das letzte Wort nicht sein. Für Zyniker ist das nichts. Aber für all diejenigen, die gerne glauben, dass der nachhaltigste Optimismus aus dem Pessimismus wächst.“

Auch Rainer Tittelbach lobte den Film:

„Augenfällig trifft sich in Der Kotzbrocken die starke Physis der Hauptdarsteller mit dem großen ‚Aktionismus‘ der Handlung. Die Geschwindigkeit der Inszenierung macht gleich mehrfach Sinn – dramaturgisch, wahrnehmungspsychologisch, aber auch erzählerisch: geht es doch in der Geschichte vor allem um die Bewältigung einer massiven Lebenskrise, um die selbstbestimmte Befreiung aus Lethargie und Selbstmitleid mit Hilfe von Energie, Bewegung und eines individuellen Hand-Bikes. Der Wille versetzt Berge. Die Liebe scheint eher ein schöner Nebeneffekt zu sein. Die Überwindung der Krise findet eine sinnliche Übersetzung, wird quasi Bild. So lässt sich die etwas naive – wenngleich auch wohltuende – Botschaft umso leichter verkraften. Und ein Happy End haben sich diese beiden ohnehin verdient.“

Ulrich Feld kommt in der Frankfurter Neue Presse zu einem ähnlichen Schluss. Er lobt den rasanten Beginn, während er die Wendung als unglaubwürdig und den Schluss mau bezeichnet. Auch er lobt allerdings das Spiel der Hauptdarsteller, insbesondere das von Roeland Wiesnekker als George.

„Der Kotzbrocken variiert trotz seiner Schwächen sehr geschickt das Thema aus Ziemlich beste Freunde. Er ist somit zwar nicht perfekt, aber immer noch sehr sehenswert.“